# Festivalul Internațional Cerbul de Aur 2008
Festivalul Internațional Cerbul de Aur 2008 a fost cea de-a 16-a ediție al Festivalul Internațional Cerbul de Aur, organizat în Piața Sfatului din Brașov, în perioada 3-8 septembrie 2008. A fost câștigat de Răzvan Krivach.

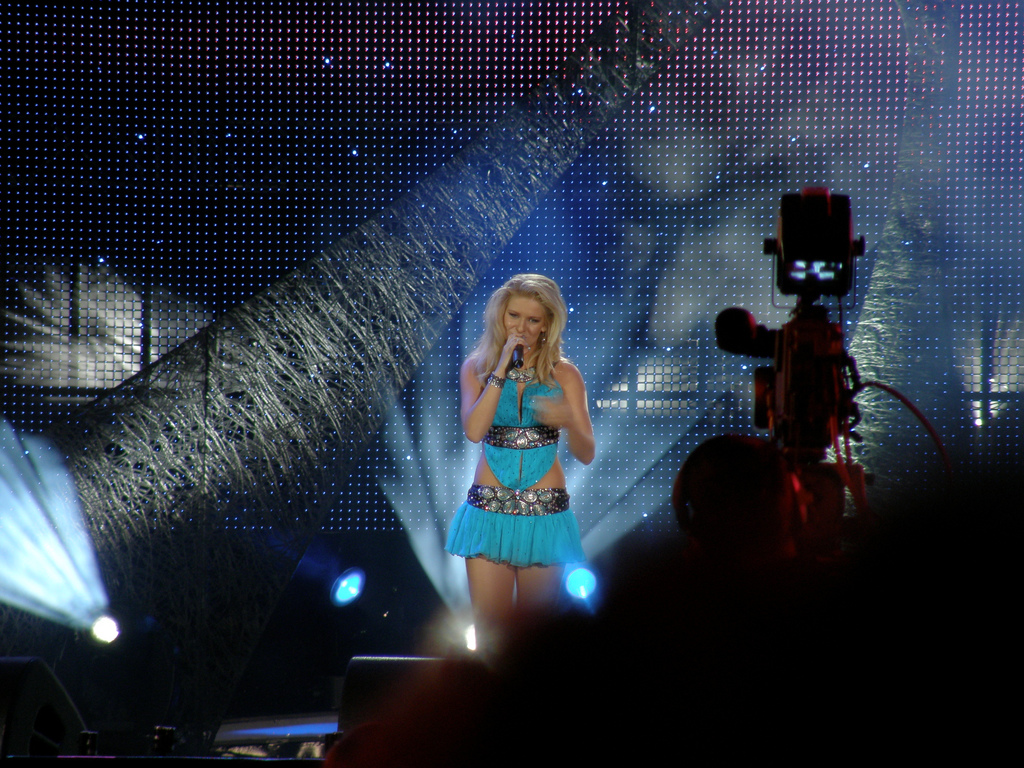
Alexa la Cerbul de Aur 2008

## Participanți
| #  | Țară              | Cântec | Artist                                              |
| 01 | Franța            |        | 3Nity                                               |
| 02 | Republica Moldova |        | Alexa                                               |
| 03 | Germania          |        | Alexander Prosek                                    |
| 04 | Belgia            |        | Alexandra & Constantin                              |
| 05 | Suedia            |        | Biondo                                              |
| 06 | Cuba              |        | Biu                                                 |
| 07 | China             |        | Chen Luhong                                         |
| 08 | Norvegia          |        | Crash!                                              |
| 09 | Turcia            |        | Deniz                                               |
| 10 | China             |        | En Yang                                             |
| 11 | Suedia            |        | Josefin                                             |
| 12 | Italia            |        | Krikka Reggae                                       |
| 13 | Rusia             |        | Lena Grach                                          |
| 14 | Slovenia          |        | Maya                                                |
| 15 | Republica Moldova |        | Millenium                                           |
| 16 | San Marino        |        | Miodio                                              |
| 17 | Bulgaria          |        | Nevena                                              |
| 18 | Argentina         |        | Nicolas Cantoro                                     |
| 19 | Angola            |        | Nicole Jane                                         |
| 20 | Malta             |        | Priscilla                                           |
| 21 | Letonia           |        | Sabine Berezina                                     |
| 22 | Australia         |        | Sarah Reeve                                         |
| 23 | Republica Moldova |        | Olia Tira                                           |
| 24 | Israel            |        | Tami & Nir                                          |
| 25 | România           |        | Victoria Linskaya                                   |
| 26 | România           |        | Tony Poptamaș & Desperado feat. Alexandra Ungureanu |
| 27 | România           |        | Răzvan Krivach                                      |
| 28 | România           |        | Dragoș Chircu                                       |
| 29 | România           |        | Provincialii                                        |
| 30 | România           |        | Annamari Dancs                                      |